# Giuseppe De Sanctis (Maler)

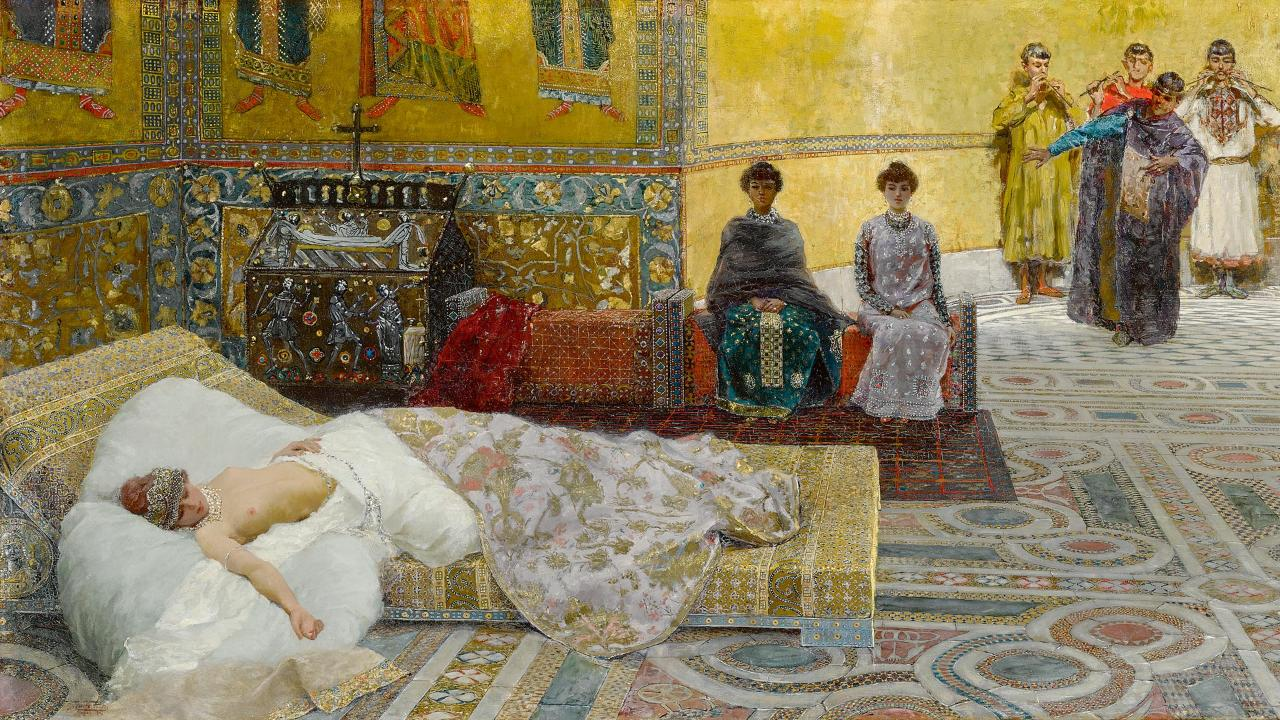
Theodora

Giuseppe De Sanctis (* 21. Juni 1858 in Neapel; † 18. Juni 1924 ebenda) war ein italienischer Porträt- und Historienmaler sowie Kunstpädagoge.
Sein Vater Cesare, ein Geschäftsmann, war mit Giuseppe Verdi befreundet. Verdi wurde Giuseppes Taufpate.
De Sanctis studierte an der Accademia di Belle Arti di Napoli und war Schüler von Domenico Morelli, Filippo Palizzi und Gioacchino Toma.
Mit einem seiner Werke „La preghiera della sera in Bysanzio“ (Das Abendgebet in Byzanz) gewann er 1886 eine Silbermedaille auf der Ausstellung in Palermo. Das  Gemälde wurde vom König Umberto II. erworben.
Er malte noch ein monumentales Werk auf byzantinische Themen: „Die Königin Theodora“, das ihm in Venedig einen großen Erfolg brachte.
Er arbeitete auch im Ausland, in London und insbesondere in Paris, wo er Schüler von Jean-Léon Gérôme und Pascal Adolphe Dagnan-Bouveret wurde und wie andere italienische Künstler seiner Zeit für den Kunstkaufmann Jean-Baptiste Michel Adolphe Goupil malte.
1890 wurde er Mitbegründer von „Circolo artistico di Napoli“. Er wurde zum Honorarprofessor an den Akademien der Schönen Künste in Neapel und Urbino ernannt und unterrichtete ab 1901 als Nachfolger von Domenico Morelli Radierung an der Kunstakademie von Neapel.